# Суботички трамвај
Суботички трамвај је био систем трамвајског превоза у Суботици, Србија. Био је у функцији од 7. септембра 1897. до 2. априла 1974. године у данашњој Републици Србији.

## Историја
Први суботички електрични трамвај (Суботица је један од ретких градова који није имао фазу трамваја са коњском вучом) пуштен је у саобраћај дана 7. септембра 1897. године, и старији је од београдског, новосадског и нишког трамваја. Саобраћао је на линији од Сомборске капије, преко Рудић улице, затим Корзом до пруге на Палићу. Станица се налазила у Малом Бајмоку. Дужина ове трамвајске линије била је око десет километара.

## Гашење трамвајске мреже
У поподневним часовима 2. априла 1974. године је утихнуло звоно трамваја. Градски челници су укидање трамвајског саобраћаја у Суботици објаснили његовом неисплативошћу, услед појефтињења аутобуског саобраћаја.

## Иницијативе за враћање
Бројни становници града су од укидања, прижељкивали његово поновно успостављање. Студија саобраћаја о јавном превозу сачињена о овом предмету је указала да би поновно увођење трамвајског саобраћаја у граду била изузетно скупа инвестиција (цифра од неколико десетина милиона евра), док би питање исплативости било потпуно отворено, што је и главни аргумент струке против новог суботичког трамваја.

## Галерија
- Суботички трамвај 1
- Суботички трамвај 2
- Суботички трамвај 3
- Суботички трамвај 4
- Суботички трамвај 5
- Суботички трамвај 6
- Суботички трамвај 7 (1914. година)